# Ján Počiatek
Ján Počiatek, né le 16 septembre 1970 à Bratislava, est un homme politique slovaque membre de Direction - Social-démocratie (SMER-SD). Il est ministre des Finances entre 2006 et 2010 et ministre des Transports de 2012 à 2016.

## Biographie

### Formation et vie professionnelle
Il est diplômé de l'université d'économie de Bratislava et en génie électrique de l'université technique slovaque. Entrepreneur entre 1995 et 1997, il intègre ensuite la filiale slovaque de Telenor.

### Engagement politique
Le 4 juillet 2006, à 35 ans, il devient ministre des Finances du premier gouvernement du président du gouvernement social-démocrate Robert Fico. À l'issue de son mandat de quatre ans, il est élu député au Conseil national de la République slovaque.
Ján Počiatek est nommé ministre des Transports, des Travaux publics et du Développement régional le 4 juillet 2012, à la formation du gouvernement Fico II. Il est remplacé le 23 mars 2016 par Roman Brecely.